# Grotte di Ortucchio
Le Grotte di Ortucchio sono un complesso di grotte carsiche situate a mezza costa sul bordo meridionale della piana del Fucino nel territorio comunale di Ortucchio (AQ), in Abruzzo.

## Storia
Le caverne naturali originate da movimenti tettonici e in parte anche da fenomeni di erosione sono risultate abitate dal Paleolitico superiore fino all'epoca romana. La datazione dei reperti con il metodo del radiocarbonio fa risalire la presenza umana fino a 23 000 anni fa. Le caverne sono situate tra i 650 e i 720 m s.l.m. e costituiscono una risorsa archeologica insieme al sistema delle grotte fucensi e marsicane indagate a cominciare dagli anni cinquanta attraverso numerose ricerche condotte dall'archeologo Antonio Mario Radmilli dell'Università di Pisa. Gli studi successivamente sono stati condotti anche dalla Soprintendenza Archeologia, Belle Arti e Paesaggio dell'Abruzzo e dagli studiosi dell'Università "La Sapienza" di Roma.

## Le grotte

### Grotta Maritza

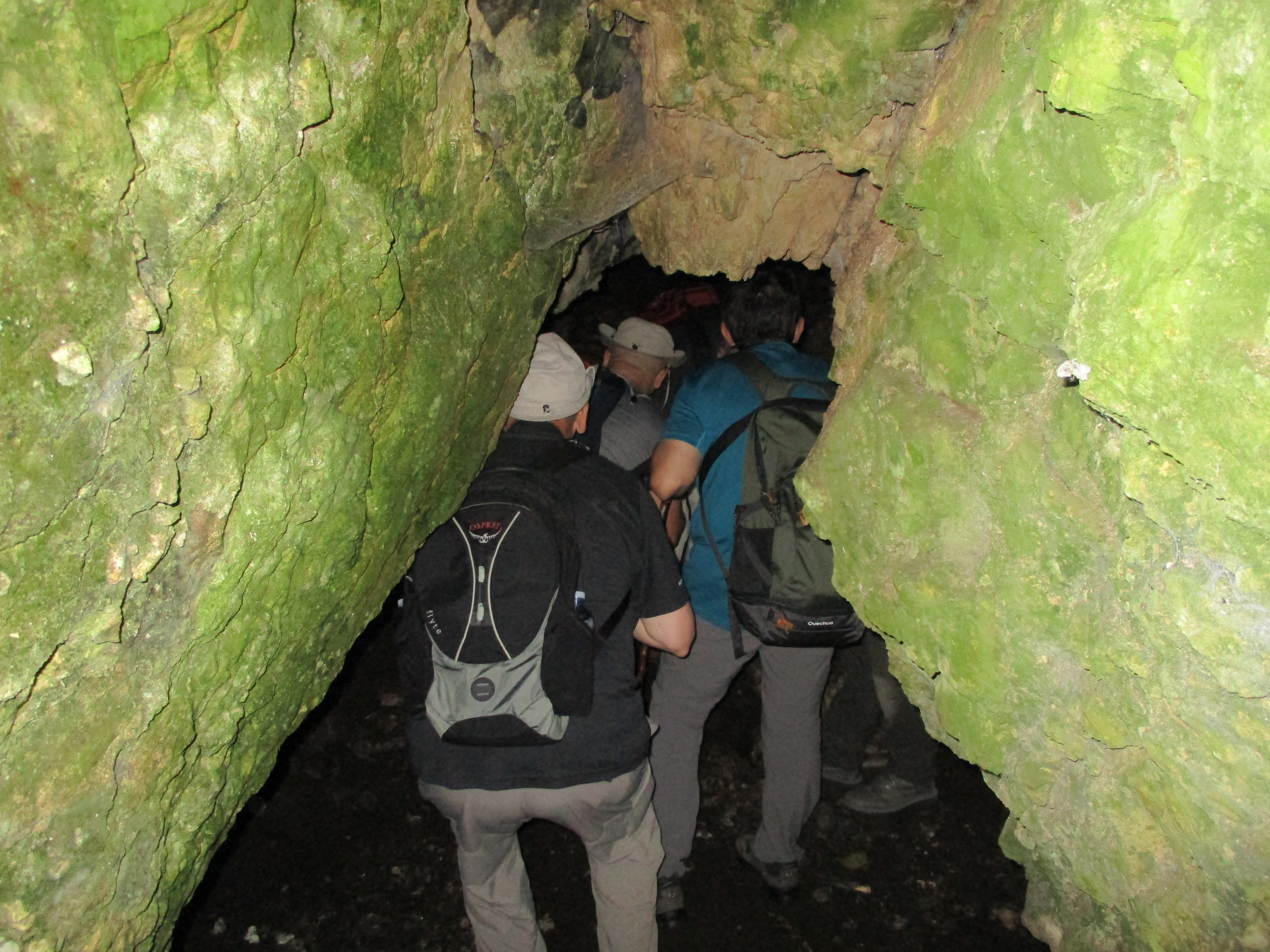
Visite guidate in grotta promosse dalla soprintendenza archeologica abruzzese

La cavità è localizzata lungo le pendici del monte Praticelle sul bordo sud orientale del Fucino a circa 50 metri sul livello della conca e 704 m s.l.m. La piccola grotta di origine tettonica è situata a ridosso di una parete calcarea alta circa 10 metri e si sviluppa su un piano assiale di appena 6 metri di profondità. Ѐ stata frequentata ininterrottamente in un ampio arco temporale che spazia dal Paleolitico superiore all'epoca romana. Il toponimo è legato con ogni probabilità al nome proprio di persona di un'allieva dell'archeologo Antonio Mario Radmilli che per prima individuò una piccola spaccatura della roccia. Una volta liberata da terra e detriti la caverna restituì vari reperti databili dall'epoca protostorica fino all'età del bronzo. Sono tornati alla luce diversi oggetti ex voto, vari materiali votivi, litici e ceramici, frammenti di ciotole ed anse, carcasse di mammiferi e carnivori e i pesi delle reti da pesca utilizzate nel lago Fucino correlati alla cosiddetta cultura di Ortucchio. Alcuni materiali come gli ex voto sono conservati presso il museo Paludi di Celano. Utilizzata nei vari periodi storici anche come luogo di sepoltura e di culto la grotta ha restituito anche i resti umani di otto soggetti maschili e femminili riconducibili nel periodo temporale che va dal Paleolitico superiore all'Eneolitico.

### Grotta La Punta

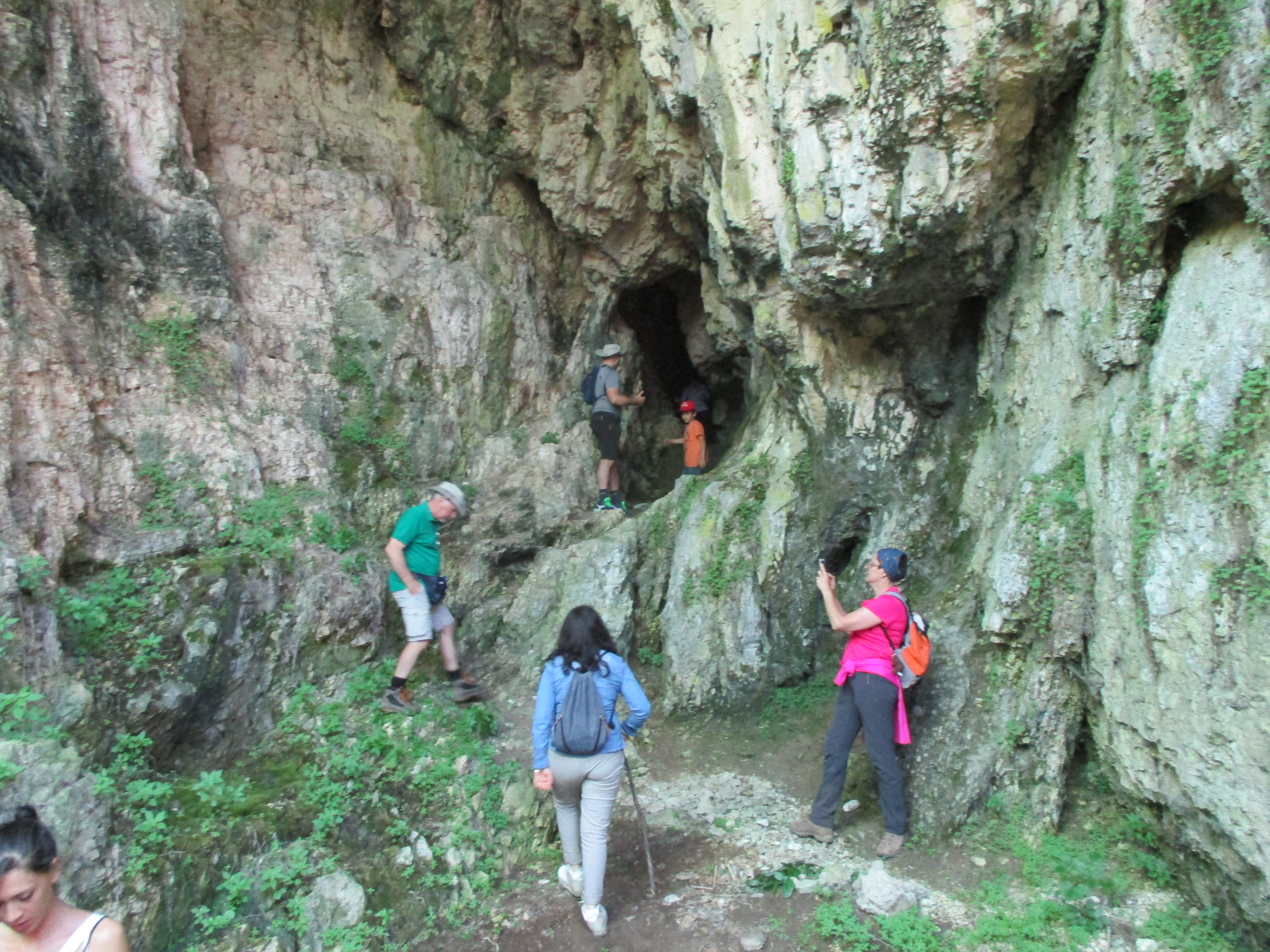
Imbocco della grotta La Punta

Situata in località Anime Sante, a poche decine di metri di distanza dalla grotta Maritza, questa cavità si apre sul versante orientale del monte Praticelle. Delle varie grotte è stata la prima ad essere ispezionata negli anni cinquanta dal prof. Radmilli e dagli archeologi dell'università pisana. Dalla grotta sono emersi materiali litici e ceramici attribuiti al periodo Paleolitico superiore-bronzo finale. Resti ossei umani hanno attestato che quest'area fu utilizzata anch'essa come una tomba, mentre in epoca preromana e romana come nel caso della grotta Maritza, gli oggetti offerti alle divinità hanno fatto presupporre la pratica del culto degli antenati mentre le tracce di un santuario fanno presupporre il culto di Giove e dei Dioscuri.

### Grotta di Ortucchio
Lo studio stratigrafico della grotta di Ortucchio, distante dal paese di Ortucchio circa un chilometro e localmente nota anche come grotta dei Porci, ha permesso di ricostruire in linea di massima l'arco temporale in cui l'uomo l'ha abitata e frequentata che spazia dal Paleolitico superiore almeno al periodo medievale. Schegge litiche, elementi scheletrici e frammenti ceramici sono databili dal Paleolitico superiore all'età del bronzo mentre nel Mesolitico e fino al Medioevo la grotta venne usata già come luogo di sepoltura.
La cavità si trova in località Mesula, a circa 30 metri dal livello della piana del Fucino, non distante dall'area archeologica di via Mesola, localizzata lungo la contemporanea strada Circonfucense ai bordi dell'alveo dell'ex lago, utilizzata in continuità d'uso come una necropoli. Frammenti ossei di un cranio e di una mandibola appartengono a due soggetti maschi ascrivibili all'uomo di Cro-Magnon (Cultura bertoniana). Ritrovamenti ceramici e resti di strutture di epoca italica e romana non fanno escludere la pratica del culto degli antenati. Articolati studi tafonomici e zooarcheologici relativi alla mammalofauna e all'avifauna hanno consentito di attestare che, al contrario della grotta Maritza, in questa cavità la frequentazione umana sarebbe stata più sporadica con migrazioni stagionali di breve raggio nell'ambito della regione marsicana e/o abruzzese. Nella grotta sono stati rinvenuti pochi resti di ungulati, tra questi i più frequenti sono il cervo europeo, il cinghiale e lo stambecco. La presenza di queste specie sembra indicare lo sfruttamento da parte dell'uomo sia di zone boscose e umide, rappresentate dalla presenza dei resti dei cinghiali e dei cervi, sia di zone rocciose indicate da animali quali stambecchi e camosci. I resti di ungulati sono rappresentati soprattutto da segmenti anatomici di basso valore nutritivo come porzioni craniali, falangi, metapodi; questi dati potrebbero suggerire che si tratti di parti scartate in una prima fase di macellazione. Le ossa lunghe di queste specie venivano aperte al fine di estrarre midollo, raramente la procedura riguardava le falangi. L’età di morte degli ungulati si aggira intorno all’anno di età. Questo dato è un’evidenza del fatto che l’uomo che abitava quelle zone vantasse strategie di caccia molto efficienti che gli consentivano di cacciare soprattutto individui adulti, necessari per la sua alimentazione: i resti di ungulati di età molto piccola  o molto avanzata sono infatti assenti. Dall’analisi dei segni umani sulle ossa degli ungulati, che aumentano progressivamente negli strati superiori della grotta, è possibile dedurre che la grotta venisse usata dall’uomo preistorico soprattutto nelle ultime fasi.
Rari sono i resti di carnivori di media-grossa taglia come i lupi comuni, le volpi rosse e i più piccoli gatti selvatici; i rinvenimenti dei resti di piccoli mustelidi sono invece più numerosi. Molto abbondanti sono i resti di specie acquatiche e di animali viventi in ambienti umidi, questi ritrovamenti confermano l’antica caratterizzazione lacustre del Fucino. I resti maggiormente rinvenuti nella grotta di Ortucchio appartengono a due ordini: anseriformi e galliformi. I resti di anseriformi appartengono sia a individui molto giovani sia a individui adulti; i resti di individui molto giovani suggeriscono che il sito venisse utilizzato come luogo di nidificazione dalla specie, dunque esso veniva frequentato soprattutto nei periodi più miti dell’anno. Alcuni resti ossei di individui adulti mostrano, a differenza di quelli degli individui più giovani, segni di fuoco, questo dato suggerisce che questa specie venisse sfruttata dall’uomo soprattutto nei mesi primaverili ed estivi; inoltre, la presenza di resti ossei quali omeri e coracoidi, sono un’ulteriore conferma dello sfruttamento da parte dell’uomo di questa specie. I resti di Galliformi, riconducibili ad elementi ossei quali metacarpi e metatarsi, suggeriscono invece che questa specie venisse spesso cacciata da carnivori e rapaci. Nella Grotta di Ortucchio oltre ai resti animali sono stati rinvenuti anche oggetti votivi e oggetti decorati. Tra gli oggetti votivi recuperati troviamo un idoletto in terracotta raffigurante un busto maschile, con gambe e braccia realizzate con piccole sporgenze e privo di testa. Tra gli oggetti decorati rinvenuti troviamo un’ulna di lince che presenta decorazioni su tutte le facce. La specie della lince è molto rara nella fauna di Ortucchio, tuttavia, la presenza di un punteruolo rinvenuto presso Riparo Maurizio e ricavato da un’ulna di lince, suggerisce che questo animale avesse una grande importanza culturale per i popoli del Fucino.

### Grotta La Cava
La cavità naturale di origine tettonica di piccole dimensioni si trova in un'area rupestre non distante dalla grotta La Punta. Venne scoperta negli ultimi anni cinquanta in occasione di una campagna di ricognizione a largo raggio diretta dall'archeologo Carlo Tozzi nel territorio montano che caratterizza a sud il bordo fucense. Chiamata così per via delle operazioni di estrazione del materiale pietroso e di vari detriti essa non venne utilizzata dagli uomini per viverci in modo stazionario ma fu certamente adattata a luogo di sepoltura. All'interno sono riemersi parti scheletriche come crani ed ossa appartenuti a tre individui risalenti al Neolitico oltre a frammenti di ceramiche che spaziano dall'età del rame fino al periodo romano.